# Municipio de Lostwood
El municipio de Lostwood (en inglés, Lostwood Township) es un municipio del condado de Mountrail, Dakota del Norte, Estados Unidos. Tiene una población estimada, a mediados de 2023, de 38 habitantes.

## Geografía
Está ubicado en las coordenadas 48°30′11″N 102°25′08″O / 48.50306, -102.41889 (48.503029, -102.419021). Según la Oficina del Censo, tiene una superficie total de 92.86 km², de los cuales 88.79 km² corresponden a tierra firme y 4.07 km² están cubiertos de agua.

## Demografía
Según el censo de 2020, en ese momento había 55 personas residiendo en la zona. La densidad de población era de 0.62 hab./km². El 98.18 % de los habitantes eran blancos y el 1.82 % eran de una mezcla de razas. Del total de la población, el 1.82 % era hispano o latino.